# Patsy Reddy
Patricia "Patsy" Lee Reddy é uma advogada e empresária neozelandesa que serviu como a  21ª Governadora-geral da Nova Zelândia entre 2016 e 2021.